# Miloslav Štěpánek (radiotelegrafista)
Miloslav Štěpánek (8. února 1920 Brno – 29. června 1944 Roskilly) byl český radiotelegrafista 311. československé bombardovací perutě.

## Život

### Před druhou světovou válkou
Miloslav Štěpánek se narodil 8. února 1920 v Brně v rodině Jaroslava Štěpánka a Aloisie, rozené Tomancové. Vychodil čtyřletou měšťanskou školu a na dvouleté obchodní pokračovací škole se vyučil obchodním příručím.

### Druhá světová válka
Po německé okupaci opustil Emil Miloslav Štěpánek v květnu 1939 Protektorát Čechy a Morava a přes Polsko se dostal do Francie, kde vstoupil do cizinecké legie. Po vypuknutí druhé světové války byl ze závazku uvolněn a 26. září 1939 odveden v Agde do Československé armády v zahraničí. Jako příslušník 1. československého pěšího pluku absolvoval poddůstojnickou školu a jako příslušník 2. československého pěšího pluku se zúčastnil bitvy o Francii. Po jejím pádu v červnu 1940 se evakuoval do Spojeného království, kde byl zařazen do 2. praporu 1. československé smíšené brigády. Jako její příslušník absolvoval v letech 1941 a 1942 parakurz, kurz pásových vozidel a kurz commandos. V polovině roku 1942 se přihlásil k letectvu, byl přijat do Royal Air Force a vycvičen jako palubní radiotelegrafista a střelec. Po ukončení výcviku byl zařazen k 311. československé bombardovací peruti, se kterou se účastnil se protiponorkových hlídkových letů na oceánem. Dne 29. června 1944 startoval k dalšímu operačnímu letu ve stroji Consolidated B-24 Liberator GR Mk.V BZ754 J pod velením Františka Naxery z letiště Predannack v Cornwallu. Letoun během vzletu havaroval a zřítil se u osady Roskilly. Kromě radiotelegrafisty Františka Bebeňka celá posádka zahynula. Pohřben byl na hřbitově v Helstonu. Dosáhl hodnosti rotného.

## Posmrtná ocenění
- Miloslav Štěpánek byl 29. května 1991 in memoriam povýšen do hodnosti podplukovníka